# غودفري إم. هايمز
غودفري إم. هايمز (بالإنجليزية: Godfrey M. Hyams)‏ هو خبير مالي ومهندس مدني أمريكي، ولد في 1859، وتوفي في 1927.